# Neandertal (film, 2006)
Pour les articles homonymes, voir Neandertal.
Neandertal est un film allemand réalisé par Ingo Haeb et Jan-Christoph Glaser, sorti en 2006.

## Synopsis
L'histoire se passe à Neandertal, en Allemagne, à la fin des années 1980. Guido, 17 ans, souffre depuis l'enfance d'une grave maladie de la peau.

## Fiche technique
- Réalisation : Ingo Haeb et Jan-Christoph Glaser
- Scénario : Ingo Haeb
- Couleur : Couleur
- Format de production : 100 minutes.

## Distribution
- Jacob Matschenz : Guido
- Andreas Schmidt : Rudi
- Johanna Gastdorf : la mère
- Falk Rockstroh : le père
- Tim Egloff : Martin
- Luana Bellinghausen : Katrin
- Philippe Modess : Jan
- Hanna Jürgens : Maria

## Autour du film
Le film a obtenu en 2008 le premier prix au Festival du Cinéma allemand de Nantes (Univerciné).